# Bahar Kizil

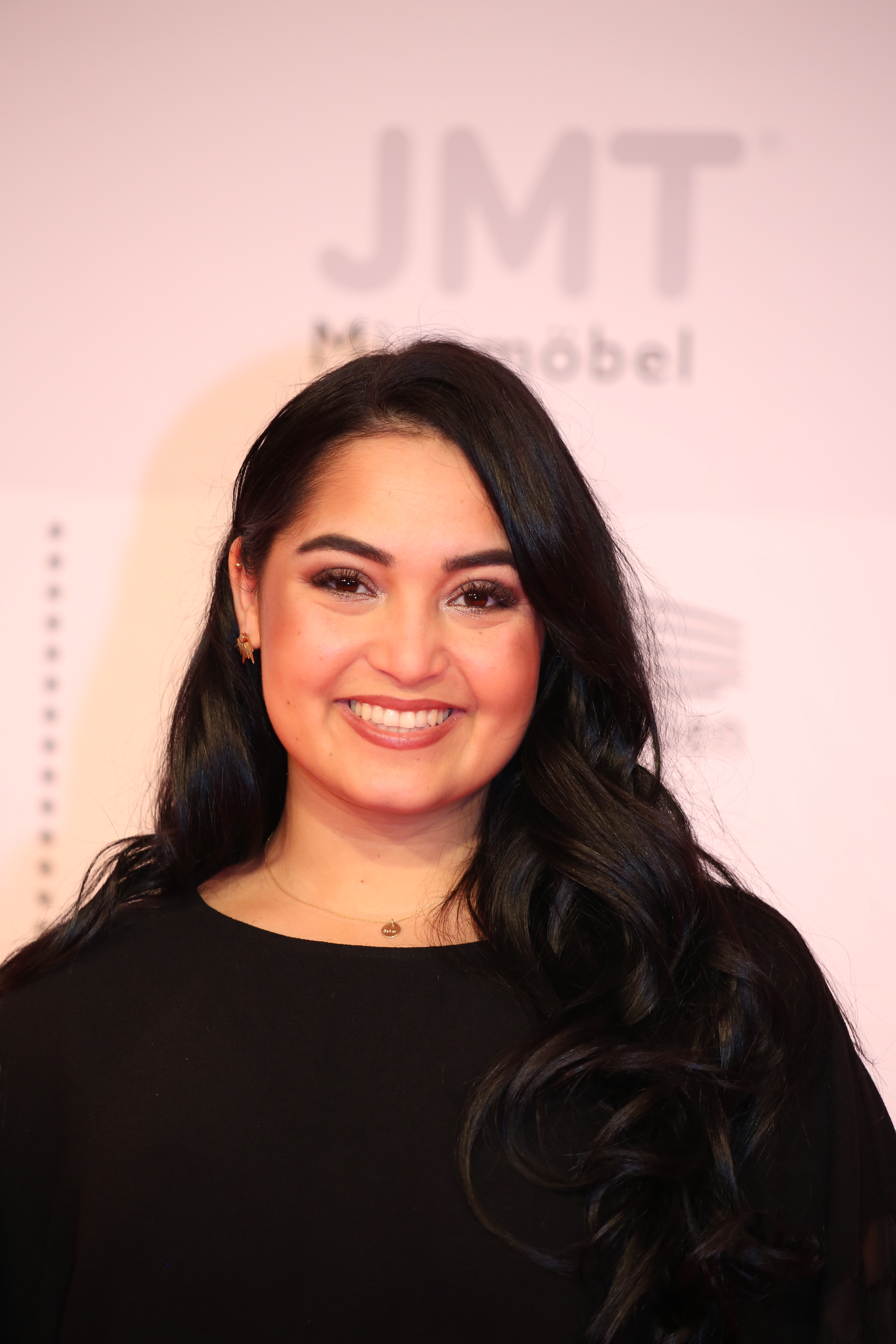
Bahar Kizil (2017)

Bahar Kizil (türkisch Bahar Kızıl; * 5. Oktober 1988 in Freiburg im Breisgau) ist eine deutsche Sängerin, Songschreiberin und Tänzerin. Sie wurde bekannt als Mitglied der Girlgroup Monrose.

## Leben
Bahar Kizil ist eine von drei Töchtern einer aus der Türkei eingewanderten Familie, die bis heute in Freiburg lebt. Mit zwölf Jahren begann sie eine klassische Ballettausbildung. Gitarrenunterricht erhielt sie an den Jazz & Rock Schulen Freiburg. Während ihrer Gymnasialzeit sang sie in vier verschiedenen Bands. Kizil lebte ab Herbst 2009 gemeinsam mit ihrem Freund in Berlin. Nach einem Jahr zog sie nach Freiburg zurück. Nach dem Ende von Monrose 2011 arbeitete sie als Verkäuferin in einem Kleidergeschäft und als Kellnerin. 2012 beschloss Kizil, nach Hamburg zu ihrem Management zu ziehen. Dort holte sie nach dem Schulabbruch in Freiburg ihr Abitur an der Abendschule vor dem Holstentor nach. 2015 begann sie in Berlin ein Marketingstudium und zog im Jahr darauf wieder zu ihrer Familie nach Freiburg.

## Karriere

### 2006–2011: Monrose

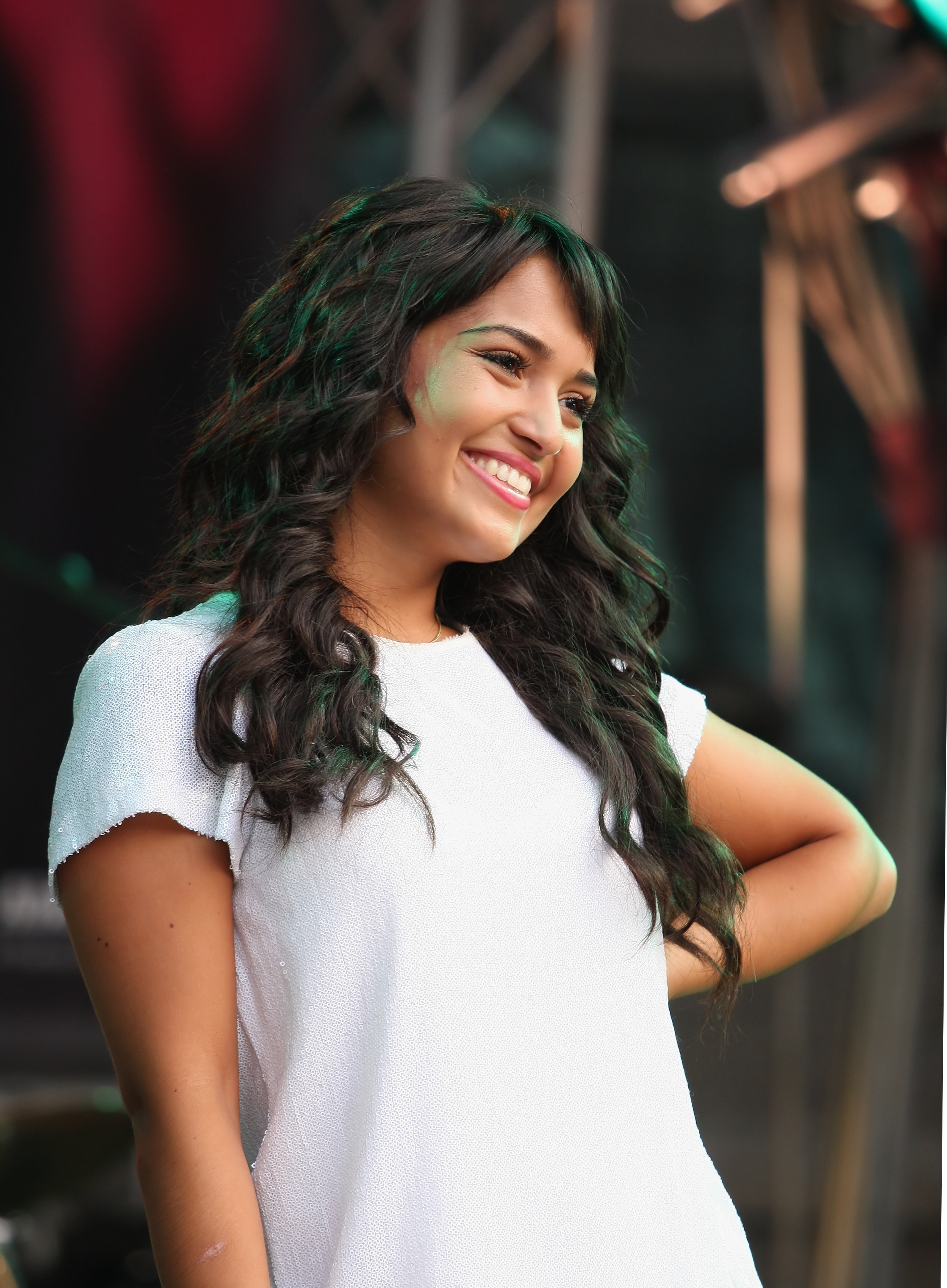
Kizil (2009)

2006 nahm Kizil an der deutschen Ausgabe der Castingshow Popstars (ProSieben) teil und wurde eines der drei Mitglieder der in der fünften Staffel zusammengestellten Band Monrose, die sechs Top-Ten-Hits in den deutschen Charts hatte und deren Alben ebenso erfolgreich waren.
Kizil komponierte neben ihrer Tätigkeit für Monrose auch selbst. Zugunsten der Bundesstiftung Kinderhospiz schrieb und produzierte sie mit Cristobal von Room2012 beispielsweise den Song Memories, der im Juli 2009 als Single veröffentlicht wurde. In dem Musical Die 10 Gebote (2009) von Dieter Falk und Michael Kunze, das im Januar 2010 im Rahmen der RUHR.2010 – Kulturhauptstadt Europas uraufgeführt wurde, trat Kizil in der weiblichen Hauptrolle der Zipporah als Solistin auf. Die Leser der deutschen Ausgabe des Männermagazins FHM wählten Kizil im Mai 2009 auf Platz drei der „100 Sexiest Women in the World“. Kizil moderierte neben Jan Köppen 13 Episoden der von Cartoon Network produzierten Karaokeshow Staraoke.

### 2012–2015: Debüt;Bullets of Love
Im April 2012 sang sie mit dem türkischen Sänger Rafet el Roman ein Duett beim Turka-Festival. Im Mai 2012 präsentierte sie das Lied Marching Over You, das als Download für Promotion des Albums veröffentlicht wurde. Im Juni 2013 erschien ihre erste Single Drank mit offiziellem Musikvideo. Im September 2013 veröffentlichte Kizil in Zusammenarbeit mit dem Rapper Nitro & dem Schwergewichtsboxer Manuel Charr alias „Diamond Boy“ ihre zweite Single Medusa. Beiden Liedern gelang kein großer Charteinstieg, allerdings waren diese auf YouTube erfolgreich. Weitere Veröffentlichungen aus dem ersten Album waren Gossip Bitch und Love Bullet.
Neben der Musik nahm sie zusammen mit Ingrid van Bergen, Jessica Stockmann und Charlotte Karlinder an der Doku-Soap Promi Shopping Queen 2013 teil. Im April 2014 spielte Kizil im Theaterstück Der Skarabäus und das Ross des Pharao im Hamburger Sprechwerk die Rolle der Sängerin Tania Levy. Im September 2014 war sie bei Das perfekte Promi-Dinner zu sehen. Mit zwei Songs aus ihrem Debütalbum Bullets of Love bewarb sich Kizil um eine Wildcard für Unser Song für Österreich, um Deutschland beim Eurovision Song Contest 2015 zu vertreten. Der NDR lehnte ihre Teilnahme jedoch mit der Begründung ab, dass sie mit ihren Liedern nicht überzeugen könne und die Wildcard für Newcomer und Nachwuchstalente gedacht sei.

### Seit 2017: Weitere Projekte
2017 war Kizil Kandidatin der zweiten Staffel der Tanzshow Dance Dance Dance, die von RTL ausgestrahlt wurde. Ihre Tanzpartnerin war Ex-No-Angels-Mitglied Sandy Mölling. Zusammen erreichten sie den zweiten Platz hinter Luca Hänni und Prince Damien.
2019 gab Kizil die Gründung ihrer Band Traumfrequenz bekannt, die sie zusammen mit dem Produzenten Jonathan „Johnny“ Reichling und dem Rapper Jonathan 'JJ' Jäkel bildet. Als erste Single erschien im Februar 2019 Ohne Dich. Im März 2019 folgte die Single Hunderttausend. Seit dem Frühjahr 2020 arbeitet Kizil an ihrem zweiten Studioalbum. Zahlreiche Lieder wurden seither online veröffentlicht.
Im Frühjahr 2025 hat sie bekanntgegeben, dass mit Senna Gammour Projekte geplant seien. Im Mai 2025 veröffentlichte sie die Single Mama. Im November 2025 soll eine Tournee und ein Podcast starten.

## Diskografie
Für die Diskografie von Monrose, siehe Monrose/Diskografie.

### Alben
- 2015: Bullets of Love

### EPs
- 2024: Dino

### Singles

#### Solo
- 2013: Drank
- 2013: Medusa (Diamond Boy Version)
- 2014: Gossip Bitch
- 2015: Love Bullet
- 2024: Ruf mich nicht an
- 2024: Just Like That                               (feat. JonesCM, ThatGurlHanna)
- 2024: Goddess
- 2024: Pastell (feat. Noel Andre)
- 2025: Therapie
- 2025: Mama

#### Mit Traumfrequenz
- 2019: Ohne Dich
- 2019: Hunderttausend
- 2019: Mon Chéri

### Weitere Veröffentlichungen

#### Alben
- 2009: Die 10 Gebote (CD-Ausgabe des Musicals)

#### Singles
- 2009: Memories                                       (mit Cristóbal Gálvez Moreno)
- 2011: Daheim (Projekt Heimat Almanya)
- 2016: Ist dein kleines Herz noch für mich frei? (mit Whiskydenker)
- 2021: La Vie Est Belle                              (mit Johnny Chicago)

## Filmografie

### Fernsehen
- 2006: Popstars
- 2013: Promi Shopping Queen
- 2014: Das Perfekte Promi-Dinner
- 2017: Dance Dance Dance

### Theater
- 2010: Die 10 Gebote (Musical)
- 2014: Der Skarabäus und das Ross des Pharao
- 2018: Tussipark Reloaded